# 小田透
小田 透（おだ とおる、1980年7月 - ）は、日本の文学研究者（比較文学・批判理論・翻訳理論）。学位はPh.D.（カリフォルニア大学・2016年）。静岡県立大学言語コミュニケーション研究センター特任講師。

## 概要
静岡県出身。比較文学、批判理論、翻訳理論を専攻する。エミール・ゾラの作品における自然主義文学の物語と生物学的想像力に関する研究が知られている。また、並行して翻訳や評論などの活動も行っている。後進の育成にも努めており、静岡県立大学で教鞭を執った。

## 来歴

### 生い立ち
1980年（昭和55年）7月、静岡県にて生まれた。東京大学に進学し、教養学部の超域文化科学科にて学んだ。2003年（平成15年）3月、東京大学を卒業した。それに伴い、学士の学位を取得した。さらに東京大学の大学院に進学し、総合文化研究科の超域文化科学専攻にて表象文化論を学んだ。2006年（平成18年）3月、東京大学の大学院における修士課程を修了した。それに伴い、修士（学術）の学位を取得した。のちにアメリカ合衆国に渡り、カリフォルニア大学のアーバイン校に進学し、大学院で比較文学と批判理論を学んだ。2011年（平成23年）6月、カリフォルニア大学アーバイン校の大学院における修士課程を修了した。それに伴い、Masterの学位を取得した。2016年（平成28年）12月には、カリフォルニア大学アーバイン校の大学院における博士課程を修了した。それに伴い、Doctor of Philosophyの学位を取得した。

### 文学者として
2017年（平成29年）4月、県と同名の公立大学法人により設置・運営される静岡県立大学にて、言語コミュニケーション研究センターの講師を非常勤で務めることになった。翌年10月から、静岡県立大学の言語コミュニケーション研究センターにて特任講師を常勤で務めることになった。また、並行して、翻訳や評論などの活動も行っている。

## 研究
専門は文学であり、特に比較文学、批判理論、翻訳理論、といった分野に関する研究に従事した。具体的には、小説家のエミール・ゾラを題材に、自然主義文学の物語と生物学的な想像力について研究した。また、19世紀末のユートピア文学を研究し、その政治性と文学性について論じた。そのほか、解釈学と翻訳理論に関する研究や、無政府主義に関する研究にも取り組んだ。また、多くの訳書を上梓している。大学院生の頃より、社会運動家のエマ・ゴールドマンの自伝の翻訳に携わっていた。その後、政治学者のスティーヴン・ブロナーの学術書の翻訳や、思想家のアレクサンダー・バークマンの著書の翻訳も手掛けていた。
そのほか、演劇などに対する評論も行っている。ヨアン・ブルジョワが演出を手掛けた『Scala――夢幻階段』に対する劇評は、ふじのくに⇄せかい演劇祭劇評コンクールにて最優秀賞を受賞している。また、ミロ・ラウが脚本・監督を手掛けた『コンゴ裁判――演劇だから語り得た真実』に対する劇評で優秀賞を受賞し、宮城聰が演出を手掛けた『マダム・ボルジア』に対する劇評とロバート・ソフトリー・ゲイルが作・演出を手掛けた『マイ・レフト／ライトフット』に対する劇評で入選を果たした。同様に、秋→春のシーズン劇評コンクールにおいては、宮城聰が演出した『オセロー――夢幻の愛』に対する劇評にて最優秀賞を受賞している。そのほか、西悟志が演出した『授業』に対する劇評と宮城聰が演出した『顕れ――女神イニイエの涙』に対する劇評にて優秀賞を受賞し、ジャン・ランベール＝ヴィルドとロレンゾ・マラゲラが演出した『妖怪の国の与太郎』に対する劇評で入選を果たした。また、宮城聰が演出した『オセロー――夢幻の愛』に対する劇評にて最優秀賞を受賞している。
学術団体としては、表象文化論学会などに所属した。

## 家族・親族
父である小田光雄は評論家であり、エミール・ゾラの作品の翻訳を多数手掛けたことでも知られている。

## 略歴
- 1980年 - 静岡県にて誕生。
- 2003年 - 東京大学教養学部卒業[5]。
- 2006年 - 東京大学大学院総合文化研究科修士課程修了[5]。
- 2011年 - カリフォルニア大学アーバイン校大学院修士課程修了[5]。
- 2016年 - カリフォルニア大学アーバイン校大学院博士課程修了[5]。
- 2017年 - 静岡県立大学言語コミュニケーション研究センター講師[3]。
- 2018年 - 静岡県立大学言語コミュニケーション研究センター特任講師[3]。

## 賞歴
- 2018年 - 秋→春のシーズン劇評コンクール最優秀賞[13]。
- 2019年 - 秋→春のシーズン劇評コンクール優秀賞[14]。
- 2019年 - 秋→春のシーズン劇評コンクール入選[14]。
- 2019年 - ふじのくに⇄せかい演劇祭劇評コンクール最優秀賞[12]。
- 2019年 - ふじのくに⇄せかい演劇祭劇評コンクール優秀賞[12]。
- 2019年 - ふじのくに⇄せかい演劇祭劇評コンクール入選[12]。

## 著作

### 翻訳
- エマ・ゴールドマン『エマ・ゴールドマン自伝』小田光雄（父）と共訳、ぱる出版（上・下）、2005年。ISBN 4827201218&ISBN 4827201226
- スティーヴン・エリック・ブロナー『フランクフルト学派と批判理論――〈疎外〉と〈物象化〉の現代的地平』白水社、2018年。ISBN 978-4560096543
- アレクサンダー・バークマン『監獄の回想』ぱる出版、2020年。ISBN 978-4827211160
- デイヴィッド・ガーランド『福祉国家　救貧法の時代からポスト工業社会へ』白水社、2021年。ISBN 978-4560098608
- ピーター・クロポトキン『相互扶助論　進化の一要因』論創社、2024年。ISBN 978-4846023522

### 註釈
1. ↑  東京大学は、2004年に国から国立大学法人東京大学に移管された。

## 関連人物
- エマ・ゴールドマン
- アレクサンダー・バークマン